# Cigola
I Cigola o de Cigole furono un'antica e nobile famiglia bresciana.

## Storia
Conosciuti inizialmente come de Paganinis de Cigole, furono una delle antiche famiglie bresciane che firmarono l'accordo di unione del 1426 con la Repubblica di Venezia. Il loro nome è presente all'interno del libro d'oro del 1488. Nel 1509 Luigi XII re di Francia avendo potere pro tempore di duca di Milano, investì la nobile famiglia del feudo di Cigole nel territorio di Brescia, dal quale la famiglia prese poi il nome. Nel 1779 il senato della Repubblica Veneta concede loro il titolo di conti di Muslone e conti di Cigole. All'interno di palazzo Cigola Fenaroli in piazza del mercato, oggi piazza Tebaldo Brusato, il 22 marzo 1848 il principe austriaco Schwarzenberg firmò la capitolazione delle truppe austriache.

## Stemma
Spaccato di verde e di rosso, al quarto franco d'argento; col capo dell'Impero.
Quando Luigi XII assegnò a Tommaso Cigola il feudo di Cigole, gli concesse anche il diritto di aggiungere i gigli di Francia allo stemma di famiglia.
Partito: nel primo troncato di verde e di rosso, al quarto franco di argento, col capo d'oro, carico di una aquila di nero, coronata d'oro; al secondo d'oro, alla fascia d'azzurro, caricata di tre gigli del campo, ordinati in fascia.

## Dimore e palazzi
- Palazzo Cigola Fenaroli a Brescia, situato in piazza Tebaldo Brusato e progettato dal Beretta.

- Palazzo Cigola-Martinoni a Cigole.
- Palazzo Cigola a Bassano Bresciano.